# Holt, Missouri
Holt este un oraș situat în două comitate adiacente (Clay și Clinton) ale statului  Missouri,  Statele Unite ale Americii.

## Geografie
Conform "United States Census Bureau", orașul are o suprafață totală de 0,9 km². Nicio zonă nu este acoperită cu apă.

### Particularitate
Holt are distincția de a deține recordul mondial pentru cea mai rapidă acumularea de precipitații. La data de 6 iunie 1947, Holt a avut parte de 300 mm de ploaie în 42 de minute.

## Demografie
Conform recensământului din anul 2000, existau 405 de persoane, 152 gospodării și 100 de familii care locuiau în oraș. Densitatea populației era de 434,4/ km². Compoziția etnică a orașului a fost de 97,28 % albi, 0,74 % afro-americani, 0,49 % nativi americani, 1,23 % din alte rase, și de 0,25 %, de la două sau mai multe rase. Hispanicii sau latino indiferent de rasă au fost 0,99 % din populație.